# Nerilla mediterraneum
Nerilla mediterraneum är en ringmaskart som beskrevs av Schlieper 1925. Nerilla mediterraneum ingår i släktet Nerilla och familjen Nerillidae. Inga underarter finns listade i Catalogue of Life.